# Blăjel
Blăjel é uma comuna romena localizada no distrito de Sibiu, na região histórica da Transilvânia. A comuna possui uma área de 34.00 km² e sua população era de 2363 habitantes segundo o censo de 2007.